# Hystricognathi
A Hystricognathi az emlősök (Mammalia) osztályába és a rágcsálók (Rodentia) rendjébe tartozó alrendág.

## Rendszerezés
Az alrendágba az alábbi 2 részalrend és 17 család tartozik:
- Bizonytalan helyzetű család a Hystricognathi alrendágon belül
  - gyalogsülfélék (Hystricidae) G. Fischer, 1817
- Phiomorpha - részalrend
  - turkálófélék (Bathyergidae) Waterhouse, 1841
  - sziklapatkányfélék (Petromuridae) Wood, 1955
  - nádipatkányfélék (Thryonomyidae) Pocock, 1922
- Caviomorpha Wood & Patterson, 1955 - részalrend, amely az amerikai sülcsaládokat foglalja magába
  - kúszósülfélék (Erethizontidae) Bonaparte, 1845
  - csincsillafélék (Chinchillidae) Bennett, 1833
  - pakaránafélék (Dinomyidae) Peters, 1873
  - tengerimalacfélék (Caviidae) Fischer de Waldheim, 1817
  - agutifélék (Dasyproctidae) Bonaparte, 1838
  - pakafélék (Cuniculidae, korábban Agoutidae) Miller & Gidley, 1918
  - tukók (Ctenomyidae) Lesson, 1842
  - csalitpatkányfélék (Octodontidae) Waterhouse, 1840
  - csincsillapatkány-félék (Abrocomidae) Miller & Gidley, 1918
  - tüskéspatkányfélék (Echimyidae) Gray, 1825
  - nutriafélék (Myocastoridae) Ameghino, 1904
  - hutiák vagy kúszópatkányfélék (Capromyidae) Smith, 1842
  - †Heptaxodontidae Anthony, 1917

A legtöbb rendszerező a kapibarafélék (Hydrochaeridae) családját a tengerimalacfélék (Caviidae) egyik alcsaládjának tekinti.